# Sønder Gøs Herred
Sønder Gøs Herred (tysk Südergoesharde) var et herred i Hertugdømmet Slesvig beliggende omkring Husum. Hovedbyen var Hatsted. På et ukedt tidspunkt blev herredet delt i Husum Nørre Herred (≈Hatsted Herred) og Husum Sønder Herred (≈Mildsted Herred).
Sønder Gøs Herred Herred blev allerede nævnt i kong Valdemars Jordebog i 1231.
Området ligger nu i Nordfrisland kreds i delstaten Slesvig-Holsten (Sydslesvig).

## Etymologi
Gøs er sandsynligvis en afledning af gø svarende til tysk "gau" i betydningen "distrikt". Navnet skulle altså henvise til en ældre administrativ inddeling.

## Grænser
Sønder Gøs Herreds grænse mod nord udgjordes af Arlå, som markerede grænsen til Nørre Gøs Herred. Mod øst udgjorde grænsen af Trene-å, der markerede grænsen til Arns Herred. Det var dog kun fra et sted mellem Treja og Hollingsted, at Trenen blev grænse mod Arns Herred og det senere Krop og Meggerdorf Herred, fordi det først er her, at våde enge breder sig til at danne et egentligt skel.  Mod syd adskiller ådalen Sønder Gøs Herred fra Stabelholm i øst og syd. Mod sydvest afgrænses herredet af Søndermarsk vest for gestranden. Området blev først inddiget i det 14. århundrede. Gennem området løber Milde å, der i middelalderen var en bred tidevandsstrøm. Åen markerede grænsen mod Ejdersted.

## Historie
Sønder Gøs Herred hørte i middelalderen til Istedsyssel. Oprindelig har Nørre og Sønder Gøs Herred udgjort et samlet administrativt område, men en deling fandt sted allerede tidligt i middelalderen, og Sønder Gøs Herred omtales således i Kong Valdemars Jordebog fra 1231 som Syndrægøshæreth. Hatsted, der var kongens patrimonium (fædrenegods), var 30 mark guld.
Sønder Gøs Herreds tingsted lå i Mildsted frem til 1864. Herredets hovedkirke var Mildsted Kirke, som lå nær tingstedet.
I det 16. århundrede blev den administrative enhed svækket. I 1524 blev det besluttet, at adelen ikke længere skulle møde på herredstinget, og i stedet fik adelen birkeret over sine jorder, såvel hovedgårde som fæstegårde, hvorved fæstebønderne ligeledes de facto blev unddraget herredstingets jurisdiktion.
I 1570 nævnes Hatsted Marsk sammen med Sønder Gøs Herred, Husum flække og Lundenberg Herred som et eget retsområde. I 1588 nævnes Hatsted Birk omfattende Hatsted Sogn og Skobøl Sogn. Som eget retsområde må nævnes Arlevad Gods omfattende Olderup Sogn. Endvidere fandtes Svavsted Fogderi med Rødemis, som hørte under Svavsted Amt. De administrative skel blev opretholdt efter 1658, da hertugen af Gottorp, der ejede hele Husum Amt, vandt kontrollen over bispegodset efter den afdøde fyrstbiskop. De resterende områder af Sønder Gøs Herred fik navn af Mildsted Herred. I 1639 blev resterne af Lundebjerg Herred, der tidligere hørte under øen Strand, men hvoraf store dele var forsvundet under Stormfloden 1634, lagt til. Alle disse områder blev frigjort fra Gottorp Amt og samlet i Husum Amt.
I Husum Nørre Herred (Hatsted Herred) ligger følgende sogne:
- Hatsted Sogn
- Olderup Sogn
- Skobøl Sogn

I Husum Sønder Herred (Mildsted Herred) ligger følgende sogne:
- Mildsted Sogn
- Svesing Sogn
- Østerfjolde Sogn
- Rødemis Fogderi
- Svavsted Fogderi